# 803

## Evenimente
- Se înființează St. Peter Stifts Kulinarium în Austria, cel mai vechi restaurant din Europa.

## Nașteri
- Du Mu, poet chinez din timpul dinastiei Tang (d. 852)

## Decese
- Irina Ateniana, împărăteasă bizantină și soție a împăratului Leon IV Kazarul (n. 752)